# Ameiva corvina
Ameiva corvina е вид влечуго от семейство Teiidae. Видът е световно застрашен, със статут Уязвим.

## Разпространение
Разпространен е в Ангуила.

## Описание
Популацията на вида е стабилна.